# Miguel Estay
Miguel Ángel Estay Peña (* 2. Mai 1991 in Santiago) ist ein ehemaliger chilenischer Fußballspieler, der auf der Position eines Mittelfeldspielers eingesetzt wird.

## Karriere
Miguel Estay kam im Alter von 14 Jahren in die Jugend des Deportes La Serena. Nach der Leihe zu Deportes Linares 2012 wurde er nach seiner Rückkehr nach La Serena häufiger eingesetzt. Im September 2014 wechselte er zu Deportes Ovalle und Mitte 2016 zu Stadtrivale Provincial Ovalle. Nach einem halben Jahr folgte er seinem Verwandten Efraín Araneda, tahitianischer Abstammung, zum AS Central Sport in die Tahiti Ligue 1 und spielte in der OFC Champions League 2017. Mitte 2017 kehrte er nach Chile zurück und schloss sich Deportes Colchagua an, bei dem er nach Ende der Saison seine Profikarriere beendete. Anschließend spielte er noch im Amateurfußball weiter.